# Rubia aitchisonii
Rubia aitchisonii är en måreväxtart som beskrevs av Debendra Bijoy Deb och Krishna Chandra Malick. Rubia aitchisonii ingår i släktet krappar, och familjen måreväxter.
Artens utbredningsområde är Afghanistan. Inga underarter finns listade i Catalogue of Life.